# Hillman Avenger
Hillman Avenger är en personbil, tillverkad av den brittiska biltillverkaren Hillman mellan 1970 och 1981.

## Avenger
Rootes insåg att det fanns en lucka i modellprogrammet mellan lilla Hillman Imp och stora Hillman Hunter, men i mitten av sextiotalet saknade koncernen resurser att ta fram en ny bil för att fylla utrymmet. Först när Chrysler tagit över Rootes tillfördes nya pengar till utveckling. Till skillnad från Hunter-modellen, som fått överta det mesta av tekniken från företrädaren, fick man nu möjligheten att konstruera en helt ny bil.
Hillman Avenger presenterades i februari 1970 som fyrdörrars sedan. Konstruktionen var helt konventionell, med motorn fram och bakhjulsdrift, vilket var helt i de brittiska kundernas smak. På många exportmarknader, bland annat de nordiska, såldes bilen under Sunbeam-namnet, senare som Chrysler-Sunbeam. 
Våren 1972 tillkom en kombi-version och ett år senare en tvådörrars sedan. Till modellåret 1974 infördes större motorer.
1976 hade Chrysler Europe fått ett stort lån från den brittiska regeringen, vilket bland annat räckte till en ansiktslyftning av Avenger-modellen, med ny front och ny instrumentbräda. Samtidigt försvann namnet Hillman och bilen bytte namn till Chrysler Avenger. Produktionen flyttades från Ryton-on-Dunsmore för att göra plats för modernare Simca-bilar, till skotska Linwood.
1979 hade PSA tagit över och döpte om bilen till Talbot Avenger. Därefter fortsatte produktionen fram till början av 1981, då PSA stängde fabriken i Linwood och de sista brittiska bilarna försvann.

## Avenger Tiger
Hillman Avenger Tiger var en sportigare version med bland annat tvåförgasarmotor. Den tillverkades i 200 exemplar 1972 och ytterligare 450 st 1973.
BRM tog fram en sextonventilsmotor till Avenger Tiger, avsedd för rallytävlingar. Motorn tillverkades i flera storlekar upp till två liter och bilen tävlade främst i Storbritannien mellan 1974 och 1977.

## Motor
Motorn uppfattades som lätt gammaldags, byggd i gjutjärn och med kamaxeln i motorblocket. Men den var både varvvillig och slitstark. I Sydamerika tillverkades även en större 1,8-liters version.
| Modell | Årsmodell | Motor              | Cylindervolym | Effekt | Bränslesystem    |
| ------ | --------- | ------------------ | ------------- | ------ | ---------------- |
| DL     | 1970-73   | 4-cyl radmotor ohv | 1248 cm³      | 55 hk  | Enkel förgasare  |
| Super  | 1970-73   | 4-cyl radmotor ohv | 1498 cm³      | 60 hk  | Enkel förgasare  |
| GT     | 1971-73   | 4-cyl radmotor ohv | 1498 cm³      | 75 hk  | Dubbla förgasare |
| Tiger  | 1972-73   | 4-cyl radmotor ohv | 1498 cm³      | 90 hk  | Dubbla förgasare |
| DL     | 1974-81   | 4-cyl radmotor ohv | 1295 cm³      | 60 hk  | Enkel förgasare  |
| GT     | 1974-76   | 4-cyl radmotor ohv | 1295 cm³      | 69 hk  | Dubbla förgasare |
| GL     | 1974-81   | 4-cyl radmotor ohv | 1598 cm³      | 65 hk  | Enkel förgasare  |
| GLS    | 1974-81   | 4-cyl radmotor ohv | 1598 cm³      | 80 hk  | Dubbla förgasare |

## Världsbilen Avenger
Chrysler tillverkade och sålde Avenger-modellen under olika namn över stora delar av världen.

### Nordamerika
Chrysler UK exporterade bilen över Atlanten, där den såldes under namnet Plymouth Cricket mellan 1971 och 1973. Tyvärr klagade kunderna högljutt över den brittiska byggkvaliteten och tillförlitligheten och Cricket ersattes av mer pålitliga japanska Mitsubishi-bilar.

### Sydamerika
Bilen tillverkades i Brasilien mellan 1971 och 1981 och såldes först under namnet Dodge 1500, senare som Dodge Polara.
Även i Argentina tillverkades och såldes bilen som Dodge 1500 mellan 1971 och 1980. Därefter sålde Chrysler verksamheten till Volkswagen AG och bilen fortsatte att tillverkas fram till 1991 under namnet Volkswagen 1500.

### Nya Zeeland
Avenger-bilar monterades på Nya Zeeland mellan 1971 och 1981 och såldes under åren under namnen Hillman, Chrysler och Talbot. Därefter tog Mitsubishi över verksamheten.